# Wilhelm Wackernagel
Karl Heinrich Wilhelm Wackernagel, född 23 april 1806 i Berlin, död 21 december 1869 i Basel, var en tysk skald och filolog; bror till Philipp Wackernagel och far till Jacob Wackernagel.
Wackernagel studerade germanistik under Karl Lachmann och kallades 1835 till professor i tyska språket och litteraturen vid universitetet i Basel. Han blev naturaliserad och 1854 medlem av Stora rådet i nämnda stad. Av hans lyriska verk, vilka är inspirerade av medeltidens minnesång, kan nämnas Gedichte eines fahrenden Schülers (1828), Neuere Gedichte (1842), Zeitgedichte (1843) och Weinbüchlein (1845). Ett urval av hans dikter utgavs 1873 och hans Kleine Schriften 1872–74, i tre band. Sonen Rudolf Wackernagel utgav "Jugendjahre von Wilhelm Wackernagel" (1884).
Inom sitt vetenskapliga område var han en produktiv och mångsidig skriftställare. Förutom en mängd större tidskriftsuppsatser författade han bland annat Geschichte der deutschen Literatur (fyra band, 1848–56; andra upplagan, två band, 1879–94), en framställning som även tar hänsyn till språkets och kulturens historia, Altdeutsches Handwörterbuch (1861; femte upplagan 1878), Die Umdeutschung fremder Wörter (1861; andra upplagan 1863), Johann Fischart von Strassburg (1870) och Poetik, Rhetorik und Stilistik (utgiven 1873; ny upplaga 1888). Hans "Deutsches Lesebuch" (tre delar, 1835–43) utgavs i flera upplagor. Han utgav editioner av bland annat "Schwabenspiegel" (I, 1840), "Altfranzösische Lieder und Leiche" (1846) och Walther von der Vogelweides dikter (1862).